# Диалкиламиды лития
Литийдиалкиламиды — вещества общей формулы R2NLi — сильные органические основания, часто применяются в разнообразных реакциях алкилирования. Отрицательный заряд сосредоточен на вторичном атоме азота, а объёмные заместители R делают затруднительной атаку атома азота со стороны алкиляторов, тем самым предупреждая побочные процессы. Чаще всего используют Диизопропиламид лития, литий 2,2,6,6-тетраметилпиперидин (LiTMP) и нек. др.

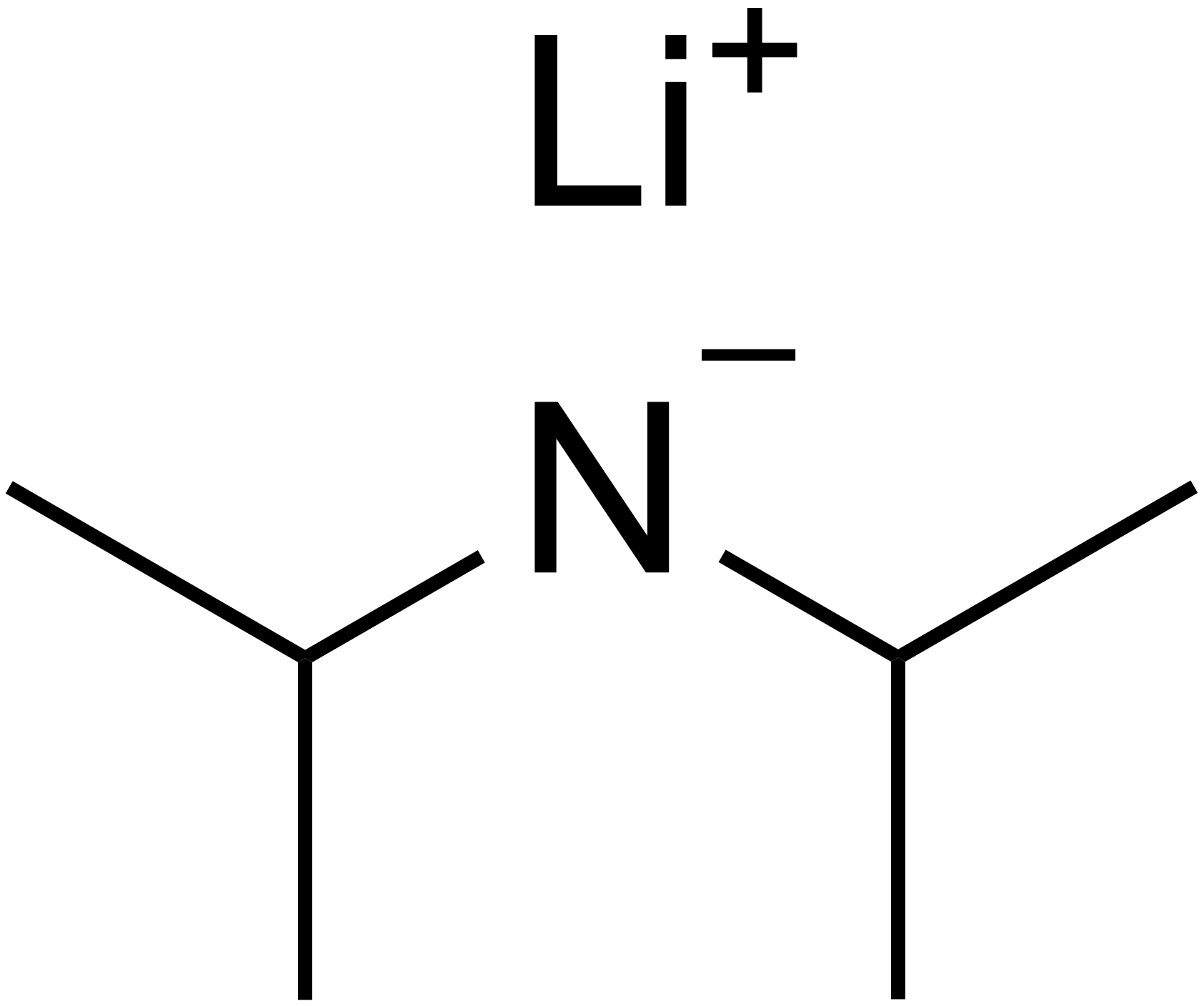
«обычный» ЛДА

Получают обычно растворы ЛДА прибавлением раствора бутиллития к охлаждённому раствору амина.
В реакциях алкилирования с ЛДА часто применяют сольватирующие агенты, ДМФ, ГМФТА и др.

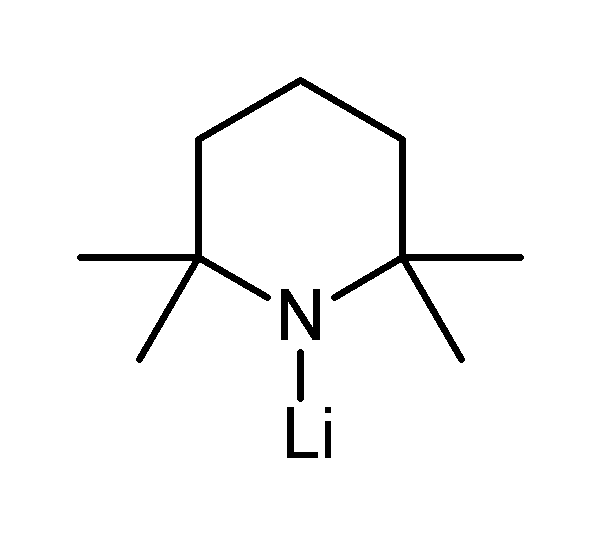
LiTMP